# Parti démocratique (Afrique du Sud)
Pour les articles homonymes, voir Parti démocratique.
Le Parti démocratique (en anglais : Democratic Party, abrégé en DP) est un parti libéral et progressiste d'Afrique du Sud créé en 1989 et qui s'est uni en 2000 avec le Nouveau Parti national et l'alliance fédérale de Louis Luyt, pour former l'Alliance démocratique.

## Histoire

### Origines

#### Parti progressiste
Par le biais de divers schismes intervenue dans la vie des partis politiques sud-africains, il est possible de relier historiquement le parti démocratique au parti sud-africain de Louis Botha qui avait donné ensuite naissance au parti uni à la suite de sa fusion avec le parti national en 1934. Il est cependant plus communément admis que les racines politiques les plus directes du DP remontent au parti progressiste (Progressive Party - PP), créé en 1959 par des dissidents libéraux du Parti uni (UP). Partisans d'une charte des droits, de réformes constitutionnelles, d'une évolution fédérale de l'Afrique du Sud, adeptes de l'économie de marché, ils sont de fermes opposants au système d'apartheid.
De 1961 et durant 13 ans, le PP n'est représenté au parlement que par Helen Suzman. Ce n'est que lors des élections générales sud-africaines de 1974 que le parti progressiste obtient 6 sièges supplémentaires.

#### Évolution
En 1975, le PP fusionne avec le petit parti réformiste, un autre avatar du Parti uni pour devenir le parti progressiste réformiste (Progressive Reform Party - PRP). Puis, en 1977, d'autres dissidents de l'UP rejoignent le PRP pour former le parti progressiste fédéral (Progressive Federal Party - PFP).
Lors des élections générales de l'année 1977, le PFP emporte 17 sièges (contre 134 au NP) et Frederik van Zyl Slabbert accède au statut de chef de l'opposition parlementaire.
Avec un support concentré principalement dans les milieux aisés et anglophones de la population, le PFP se prononce pour la première fois en 1978 en faveur du suffrage universel tout en défendant l'économie de marché, la propriété privée et la capitalisme. Mal perçu par les militants noirs anti-apartheid, le PFP apparait trop libéral pour les mouvements noirs anti-apartheid, la plupart soutenus par des mouvements socialistes ou communistes occidentaux, cubains ou pro-soviétiques. Il est aussi caricaturé et affublé du sobriquet « PFP as Packing for Perth » (PFP comme en route pour Perth) par l'extrême droite à la suite de l'émigration vers Perth, Australie, de plusieurs de ses partisans.
En 1981, le PFP progresse encore en obtenant 26 sièges au parlement mais curieusement, alors que Slabbert l'afrikaner en est le chef, de plus en plus de blancs anglophones, séduits par le réformisme de Pieter Botha, rejoignent le Parti National. Doutant de son utilité au sein d'un parlement blanc, Frederick van Zyl Slabbert, chef du PFP depuis 1979, décide de démissionner de son mandat parlementaire en février 1986, pour ne plus être compromis avec un parlement dont il conteste la légitimité.
Le 6 mai 1987, lors des élections générales, le PFP recule pour la première fois avec 19 sièges et perd son statut d'opposition officielle au profit du Parti conservateur. Dépités par les piètres résultats et l'évolution de l'électorat blanc, certains élus PFP décidèrent de se joindre au nouveau Mouvement national démocratique (National Democratic Movement - NDM) de Wynand Malan. Durant cette même année 1987, le Parti indépendant (IP) est fondé par un autre ancien membre libéral du Parti national, Denis Worrall.

### Fondation du Parti démocratique et la transition démocratique (1989-1994)

Logo du parti démocratique

En 1988, Zach de Beer, le nouveau chef afrikaner et anglophile du PFP, ancien député de la banlieue chic de Parktown près de Johannesburg, décide de conclure une alliance avec ces leaders charismatiques de l'IP et du NDM, pour finalement fusionner dans un nouveau Parti démocratique (Democratic Party - DP) le 8 avril 1989. Une direction collégiale est alors formée entre de Beer, Worall et Malan.
Aux élections de septembre 1989, le DP obtint 33 sièges raflant 42 % des voix anglophones et 9 % des voix afrikaners. Il joue un rôle vital lors des négociations constitutionnelles et sut mobiliser sa base électorale pour faire l'appoint au NP lors du référendum de mars 1992 sur la poursuite des réformes constitutionnelles.
Aux 1res élections post apartheid d'avril 1994, le DP s'effondre à 1,7 % des suffrages et ne retrouve que 10 sièges au parlement.

### Transformation du Parti démocratique (1994-1999)

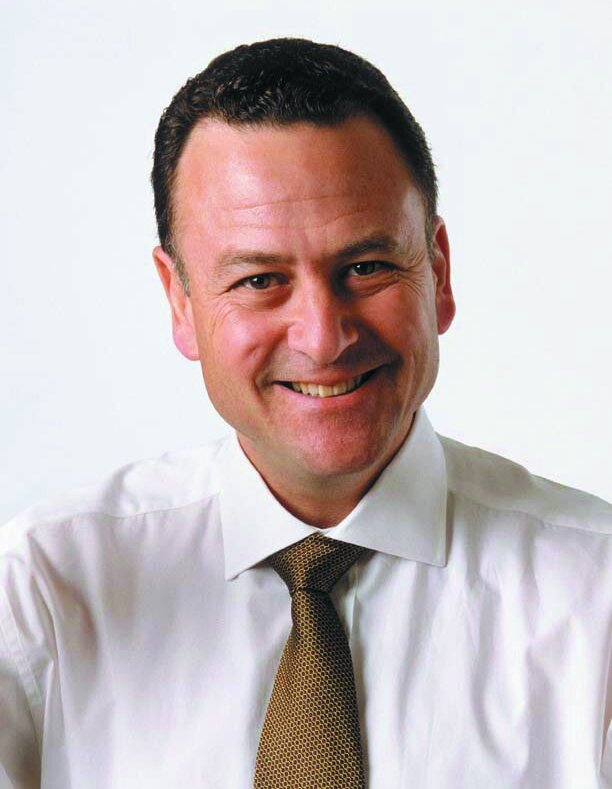
Tony Leon

Tony Leon, le nouveau chef du parti, entreprend alors un recentrage vers la droite pour attirer l'ancien électorat afrikaner du NP, déboussolé par les concessions de ce dernier à l'ANC désormais au pouvoir.
Aux élections d'avril 1999, le succès est au rendez-vous pour le DP qui emporte 9,6 % des suffrages et 44 sièges. Il prend au NP moribond le statut d'opposition officielle et forme avec lui une alliance pour gouverner la province du Cap-Occidental.
Devenu un parti toujours libéral mais plus conservateur, le DP est un opposant sans concession au gouvernement de l'ANC. Sa base électorale est cependant encore principalement blanche et majoritairement afrikaner.

### Fusion des oppositions dans l'Alliance démocratique (2000)
En 2000, le DP fusionne avec le Nouveau Parti national dans l'Alliance démocratique dont la présidence est confiée à Tony Leon.

## Résultats électoraux

### Assemblée nationale
| Année | Voix      | %    | Sièges   |
| ----- | --------- | ---- | -------- |
| 1994  | 338 426   | 1,73 | 7 / 400  |
| 1999  | 1 527 337 | 9,56 | 38 / 400 |